# Bokchito
Bokchito – miasto w Stanach Zjednoczonych, w stanie Oklahoma, w hrabstwie Bryan.